# Protoleptops angolae
Protoleptops angolae är en stekelart som först beskrevs av Heinrich 1967.  Protoleptops angolae ingår i släktet Protoleptops och familjen brokparasitsteklar. Inga underarter finns listade i Catalogue of Life.